# Yasushi Endo
Yasushi Endo (Miyagi, 7 april 1988) is een Japans voetballer.

## Clubcarrière
Endo tekende in 2007 bij Kashima Antlers.